# Comú de Canillo
El Comú de Canillo és l'ens públic local que governa i administra la parròquia andorrana de Canillo. El Comú està format pel Consell Comunal amb els seus consellers comunals, que representen el poder legislatiu comunal i pel Cònsol major i el Cònsol menor, elegits pel Consell Comunal i que representen el poder executiu comunal, on el Cònsol Major n'és la màxima autoritat. La seu del Comú es troba a la plaça de Carlemay, 4 del veïnat de Canillo.

## Composició actual
| Llista            | Llista                    | Vots  | %     | Escons |
| ----------------- | ------------------------- | ----- | ----- | ------ |
|                   | Demòcrates + Independents | 432   | 63,2  | 10     |
| Blancs            | Blancs                    | 218   | –     | –      |
| Nuls              | Nuls                      | 34    | –     | –      |
| Total             | Total                     | 684   | 100   | 10     |
| Cens/participació | Cens/participació         | 1.220 | 56,06 | –      |

## Llista de Cònsols Majors
| #                    | Cònsol Major             | Inici del mandat | Fi del mandat | Partit | Partit |
| ?                    | Xavier Jordana Rossell   | 1983             | 1987          |        | Ind    |
| ?                    | Xavier Escribà           | 1987             | 1991          |        | Ind    |
| ?                    | Francesc Areny           | 1991             | 1995          |        | Ind    |
| Etàpa constitucional |                          |                  |               |        |        |
| I                    | Bibiana Rossa Torres     | 1995             | 2001          |        | Ind    |
| II                   | Josep Mandicó Calvó      | 2001             | 2003          |        | Ind    |
| III                  | Enric Casadevall Medrano | 2003             | 2011          |        | PLA    |
| IV                   | Josep Mandicó Calvó      | 2011             | 2019          |        | DA     |
| V                    | Francesc Camp Torres     | 2019             | 2023          |        | DA     |
| VI                   | Jordi Alcobé Font        | 2023             | -             |        | DA     |

## Històric de resultats
En la següent taula és pot vore l'històric de consellers comunals electes segons la seua filiació política. Les candidatures guanyadores estàn marcades en negreta.
| Candidatura | Candidatura | 1995 | 1999 | 2003 | 2007 | 2011 | 2015 | 2019 | 2023 |
|             | DA          | -    | -    | -    | -    | 14   | 10   | 8    | 10   |
|             | PS          | -    | -    | -    | 2    | -    | -    | -    | -    |
|             | PLA         | -    | -    | 11   | 12   | -    | -    | -    | -    |
|             | Ind         | 14   | 14   | 3    | -    | -    | -    | 2    | -    |
| Total       | Total       | 14   | 14   | 14   | 14   | 14   | 10   | 10   | 10   |
| Fonts:      |             |      |      |      |      |      |      |      |      |